# 博略苏拉罗什
博略苏拉罗什（法語：Beaulieu-sous-la-Roche，法語發音：[boljø su la ʁɔʃ]）是法国卢瓦尔河地区大区旺代省的一个市镇，位于该省西部，属于莱萨布勒多洛讷区。

## 地理
博略苏拉罗什（46°40'37"N, 1°36'37"W）面积25.47 平方千米，位于法国卢瓦尔河地区大区旺代省，该省份为法国西部沿海省份，北起大西洋卢瓦尔省和曼恩-卢瓦尔省，西临大西洋，南至滨海夏朗德省，东部及东南部与德塞夫勒省接壤。
与博略苏拉罗什接壤的市镇（或旧市镇、城区）包括：艾泽奈、朗德龙德、马尔蒂内、圣乔治德潘坦杜、沃南索。

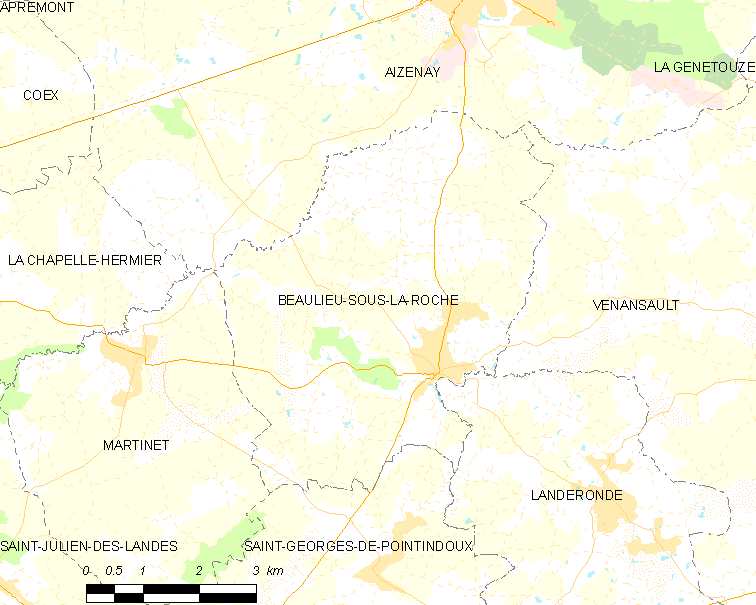
博略苏拉罗什的OSM定位图

博略苏拉罗什的时区为UTC+01:00、UTC+02:00（夏令时）。

## 行政
博略苏拉罗什的邮政编码为85190，INSEE市镇编码为85016。

## 政治
博略苏拉罗什所属的省级选区为塔尔蒙-圣伊莱尔县。

## 人口

1962-2008年间博略苏拉罗什人口变化图示

博略苏拉罗什于2022年1月1日时的人口数量为2366人。